# Revolutions per Minute (album Reflection Eternal)
Revolutions per Minute – drugi album amerykańskiego duetu Reflection Eternal. Został wydany 18 maja 2010.

## Lista utworów
1. "RPM's" – 1:06
2. "City Playgrounds" – 4:43
3. "Back Again" (featuring Res) – 3:26
4. "Strangers (Paranoid)" (featuring Bun B) – 2:51
5. "In This World" – 3:31
6. "Got Work (Fame)" – 4:16
7. "Midnight Hour" (featuring Estelle) – 4:40
8. "Lifting Off" – 5:22
9. "In the Red" – 3:00
10. "Black Gold" (Intro) – 0:18
11. "Ballad of the Black Gold" – 5:34
12. "Just Begun" (featuring Jay Electronica, J. Cole & Mos Def) – 3:37
13. "Long Hot Summer" – 2:22
14. "Get Loose" (featuring Chester French) – 5:34
15. "So Good" – 3:33
16. "Ends" (featuring Bilal) – 3:22
17. "My Life" (Outro) – 3:28